# Capucho
Nuno Fernando Gonçalves da Rocha známý jako Capucho (* 21. února 1972 Barcelos) je bývalý portugalský fotbalista. Nastupoval především jako krajní záložník. Portugalsko reprezentoval v letech 1996–2002, ve 34 zápasech, v nichž vstřelil dva góly. Získal bronz na mistrovství Evropy 2000, krom toho se zúčastnil mistrovství světa 2002 (Portugalci vypadli v základní skupině) a olympijského turnaje v roce 1996 (Portugalci zde skončili čtvrtí). Je rovněž mistrem světa hráčů do 20 let z roku 1990. Na klubové úrovni dosáhl největších úspěchů s FC Porto. Vyhrál s ním Pohár UEFA 2002/03 a třikrát získal titul mistra Portugalska (1997–98, 1998–99, 2002–03). V Portu působil v letech 1997–2003, krom toho hrál za Gil Vicente (1989–1992), Sporting Lisabon (1992–1995), Vitórii Guimarães (1995–1997), Glasgow Rangers (2003–2004) a Celtu Vigo (2004–2005). Po skončení hráčské kariéry se stal trenérem, vedl kluby nižších soutěží, od roku 2020 ke to SC Covilhã.